# Трушевичі
Труше́вичі — село в Україні, у Добромильській міській громаді Самбірського району, Львівської області. Населення становить 384 осіб (у 1921 р. — 720 осіб). Орган місцевого самоврядування — Добромильська міська рада.

## Населення

### Мова
Розподіл населення за рідною мовою за даними перепису 2001 року:
| Мова       | Кількість | Відсоток |
| ---------- | --------- | -------- |
| українська | 383       | 99.74%   |
| російська  | 1         | 0.26%    |
| Усього     | 384       | 100%     |

## Церква
Від 1507 року походять перші відомості про церкву. Візитатор, який відвідав церкву 1743 року, записав: «Церква Втечі до Єгипту Пр. Богородиці за дозволом теперішнього єпископа 1731 року збудована. Колятор Єроніміл Радивил, староста перемиський. Церква дерев'яна, з трьома верхами, гонтами покрита. Над бабинцем на еморі — Церква Зачаття св. Анни з вівтарем і антимінсом давнім. Дзвіниця збоку з дерева збудована, гонтами крита…». З кінця XVIII століття була філією парафії села Військо (тепер село Нові Сади у Польщі). 
У 1888 році збудовано нову дерев'яну дводільну церкву Собору Пресвятої Богородиці з дерев'яною дзвіницею. На завершення будівельних робіт і робіт з внутрішнього прикрашення церкви з каси цісаря Франца Йосифа ІІ виділили 100 золотих ринських. Іконостас до церкви виготовив 1890 року Антоній Мельничок з Риботич. Новозбудовану церкву посвятив о. Яків Лукашевич.
В грудні 1918 року під час польсько-української війни церква була пошкоджена, про що сповіщає напис на таблиці, що розташована на південній стіні. Перед другою світовою війною у 1939 році громада задумала звести нову церкву, проєкт якої виготовив львівський архітектор Іван Філевич (Ярослав Фартух). Проте на будівництво не стало часу. По війні, протягом 1959—1989 років храм не діяв. Нині церква належить парафії Собору Пресвятої Богородиці ПЦУ.
Унікальна ікона «Різдво Христове» середини XVI століття із села Трушевичі нині зберігається в експозиції Національного музею у Львові імені Андрея Шептицького.

## Освіта
В селі діє загальноосвітня середня школа І—II ступенів.

## Відомі люди
- Дзира Ярослав Іванович — український історик, кандидат філологічних наук, член спілки письменників України.
- Романишин Борис Михайлович — кандидат фізико-математичних наук, директор Інституту дистанційного навчання Національного університету «Львівська політехніка».
- Сокіл Богдан Іванович — доктор технічних наук, завідувач кафедри «Інженерна механіка» Академії сухопутних військ імені гетьмана Петра Сагайдачного.
- Ярема Дмитро Григорович — Лицар Срібного хреста бойової заслуги УПА 1 класу.

## Список бійців УПА з села Трушевичі, що поховані у спільній могилі в селіВійсько
- Богоніс Микола;
- Біян Микола Ф. (мабуть — Федорович);
- Біян Федір;
- Біян Ярослав;
- Біян Микола Ю.;
- Біян Анна;
- Біян Михайло;
- Белей Іван;
- Війтів Григорій;
- Війтів Іван;
- Війтів Микола;
- Гірник Степан;
- Гнатовський Григорій;
- Дзира Микола;
- Долик Федір;
- Коваль Степан;
- Коваль Іван;
- Керницький Степан;
- Січка Михайло;
- Січка Степан;
- Січка Ярослав;
- Сподарик Петро;
- Теліш Степан;
- Уляновський Іван;
- Шехович Михайло;
- Шехович Степан І.;
- Шехович Степан П.;
- Ярема Дмитро;
- Яцик Йосип;
- Яцина Микола;
- Яцина Михайло.